# Михаел Зорц
Михаел Зорц је некадашњи фудбалер Немачке који је играо на позицији везног играча.
Популарни "Суси", како су га назвали због дуге косе, играо је током целе каријере за Борусију из Дортмунда, за коју је одиграо скоро 600 утакмица у 17 сезона. По завршетку каријере постао је спортски директор клуба.

## Клупска каријера
Рођен у Дортмунду 1962. године. Зорц је одиграо 463 утакмица у Бундеслиги између 1981. и 1998. Дугогодишњи капитен је једно време био на другом месту по броју датих голова (131) за "Милионере". Дебитовао је 24. октобра 1981. у поразу од Вердера из Бремена 2:0. Већ следеће сезоне постаје стандардни првотимац.
Пред крај каријере су стигле и титуле, освојио је 2 Бундеслиге, УЕФА Лигу шампиона и Интерконтинентални куп 1996-97. 7 сезона је заредом дао 10+ голова, а у периоду од 1994. до 1996. чак 15+ голова.
Каријеру завршава са 36 година и постаје спортски директор. Био је важан део у освајању титула 2002., 2011. и 2012. године.

## Репрезентативна каријера
Иако је прошао све млађе селекције, никада није наступио на значајном турниру за сениорску селекцију. Дебитовао је 16. децембра 1992. са 30 година у поразу од Бразилу 2:0 и одиграо 7 утакмица.

## Награде

### Клупске
- Бундеслига: 1994-95, 1995-96
- Куп Немачке: 1988-89
- УЕФА Лига шампиона: 1996-97
- Интерконтинентални куп: 1997
- УЕФА Суперкуп: финале 1997
- УЕФА куп: финале 1992-93

### Репрезентативне
- ФИФА Светско првенство У20: 1981
- УЕФА Европско првенство У18: 1981